# Слушай
«Слушай» (англ. Listen) — американский криминальный триллер 1996 года режиссёра Гэвин Уайлдинга.

## Сюжет
Действие происходит в Сан-Франциско. У Сары новый этап в жизни: она переехала на новую квартиру, прекратила романтические отношения с подругой Кристой. В её планах — долговременные отношения с Джейком, писателем, создание семьи. Для Кристы это тяжёлый удар, но она не собирается мешать Саре и остаётся её лучшей подругой. В это время в городе происходят убийства девушек по вызову. Детективы Сэм и Луис начинают расследование, есть подозрение, что это дело рук серийного убийцы из прошлого, который так и не был пойман. Но доказательств этого найти не удаётся.
Однажды из-за неполадок в телефонной сети Саре удаётся подслушать чужой разговор: мужчина и женщина занимаются сексом по телефону. Она рассказывает об этом Крис, в один из вечеров подруги вместе слушают откровенную беседу. Мужчина назначает девушке встречу и подругам удаётся выследить девушку, которая говорила по телефону. Этим же вечером они видят эту девушку в компании соседа Сары по дому — Рэнди. На следующий день они узнают, что девушка убита. Они сообщают о Рэнди в полицию, его арестовывают, но затем отпускают за отсутствием улик.
Случайно Сара обнаруживает, что её домовладелец — вуайерист, что шпионит за женщинами, живущими в его доме и крадёт принадлежащие им вещи. Раскрытый, домовладелец вешается. Полиция считает, что именно он и был маньяком, убивающим проституток, а Сара думает, что именно его разговоры ей удавалось подслушать.
Однако оказывается, что домовладелец был глухим и не мог разговаривать по телефону. Сара понимает, что убийца — Рэнди. Она отправляется в его квартиру, чтобы найти улики, но натыкается на самого Рэнди. Тот нападает на неё, но детективам Сэму и Луису удаётся вовремя приехать и они убивают Рэнди.
Теперь все уверены, что маньяк — это Рэнди. Но очередной случай открывает правду: Сара и Криста обнаруживают, что по телефону на самом деле говорил Джейк, который постоянно пользовался услугами телефонного секса. Поскольку именно он назначил свидание убитой девушке, он и есть серийный убийца. Джейк пытается оправдаться перед испуганными девушками, но в ходе выяснения отношений Криста убивает его. Приезжает полиция. Детективы Сэм и Луис, наконец, могут вздохнуть спокойно и закрыть дело.
Криста снова вместе с Сарой, лишь этого она и желала. И никто кроме неё не знает, как же всё было на самом деле.

## Актёрский состав
| В ролях         |  | Персонаж              |
| --------------- |  | --------------------- |
| Брук Лэнгтон    |  | Сара Росс             |
| Сара Бакстон    |  | Криста Баррон         |
| Гордон Карри    |  | Джейк Тафт            |
| Энди Романо     |  | детектив Сэм Штайнман |
| Джей Эйч Вайман |  | Рэнди Уилкс           |
| Ивэн Тейлор     |  | детектив Луис Пенни   |
| Джефф Бернетт   |  | Эрвин Фарли           |